# Buteo buteo pojana
La poiana della Sardegna (Buteo buteo pojana (Savi, 1813)) è un uccello rapace della famiglia Accipitridae, diffuso in Sardegna, Corsica, Sicilia e Italia meridionale.

## Caratteristiche
Rispetto ad altre sottospecie, è più scura (in pratica nera) sulle ali. Misura 50-53 centimetri di lunghezza e 125–130 cm di apertura alare.

## Alimentazione
La poiana della Sardegna è un predatore del bosco e degli spazi aperti, come ogni poiana. Cattura soprattutto roditori, ma anche uccelli e rettili. A dispetto delle dimensioni, è tuttavia un predatore pigro e non disdegna di cibarsi frequentemente di animali morti.